# 엠비전 TO
엠비전 TO(영어: M.VISION TO)는 현대모비스의 전동화 기반 PBV(목적 기반 모빌리티) 콘셉트 모델이다.

## 상세
2023년 1월 5일, 미국 라스베이거스에서 열린 CES 2023에서 공개됐다.
엠비전(M.VISION)은 현대모비스의 기술 철학과 비전을 상징하는 브랜드이며 'TO'는 미래를 향해 나아간다는(Toward) 의미를 담고 있다.
엠비전 TO의 핵심 기술은 IPDS(Integrated Pillar Drive System)로 차량의 전, 후측면에 위치하는 4개의 차량 기둥(Pillar)에 카메라, 레이더, 라이더(Lidar) 등 자율주행 센서와 e-코너 모듈, 커뮤니케이션 라이팅 등이 통합돼있다. 내부에는 접거나 회전이 가능한 좌석과 혼합현실 디스플레이 등이 탑재된다. e-코너 모듈이 장착된 4개의 바퀴는 90도까지 꺾을 수 있어 수평 이동 및 제자리 회전이 가능하다.

## 같이 보기
- 현대모비스
- 현대자동차그룹
- 컨셉트 카
- E-코너 모듈
- 엠비전 POP
- 엠비전 X